# John Pattishall
John Pattishall (* um 1293; † Juli oder August 1349) war ein englischer Adliger.

## Leben
John Pattishall war der älteste Sohn von Simon of Pattishall, dem Sohn und Erben von John of Pattishall und von dessen Frau Isabel, der Tochter und Erbin von John of Stonegrave. Sein Vater starb bereits kurz vor dem 2. Dezember 1295, so dass der junge John zum Erben der Besitzungen der Familie in Northamptonshire, Bedfordshire und anderen Teilen Englands wurde. 1295 starb auch sein Großvater John of Stonegrave, so dass er auch dessen Besitzungen in Yorkshire erbte. Um 1314 wurde Pattishall volljährig und konnte sein Erbe antreten. Vor 1316 diente Pattishall als Vasall des Earl of Hereford in Wales. Im selben Jahr und in den nächsten Jahren nahm er im Gefolge von Hereford an den Kämpfen gegen die Schotten in Nordengland teil. Im Gegensatz zu Hereford kämpfte er jedoch 1322 in der Schlacht bei Boroughbridge auf der Seite des Königs. 1324, 1335, 1338 und 1342 wurde er jeweils zu königlichen Ratsversammlungen geladen, doch er wurde nie zu einem Parlament berufen. Als wichtiger Angehöriger der Gentry gehörte er Gerichtsausschüssen und anderen Kommissionen in Bedfordshire, Buckinghamshire und Northamptonshire an. Im Juni 1327 erhielt er die königliche Erlaubnis, seinen Wohnsitz in Bletsoe zu befestigen.

## Familie und Erbe
Spätestens 1312 hatte Pattishall Mabel, eine Tochter des ursprünglich aus dem Königreich Arelat stammenden William Grandison, 1. Baron Grandison geheiratet. Mit ihr hatte er mehrere Kinder, darunter:
- William Pattishall († September 1359) ⚭ Joan Grey
- Sibyl Pattishall ⚭ Roger de Beauchamp aus Bletsoe
- Maud Pattishall ⚭ Walter de Fauconberg, 4. Baron Fauconberg
- Alice Patthishall ⚭ Thomas Wake aus Blisworth
- Katherine Pattishall ⚭ Robert of Tuddenham

Sein Erbe wurde sein Sohn William Pattishall. Nachdem dieser kinderlos gestorben war, wurden die Besitzungen der Familie Pattishall unter seinen Schwestern aufgeteilt.